# Шумский, Александр Алексеевич
Александр Алексеевич Шумский (1938 — 10 ноября 2020) — сельскохозяйственный деятель, Герой Социалистического Труда (1981).

## Биография
Александр Шумский родился 15 марта 1938 года в селе Рождественское (ныне — Кочубеевский район Ставропольского края). После окончания факультета механизации Ставропольского сельскохозяйственного института работал на родине, был заведующим ремонтными мастерскими, главным инженером колхоза имени Чапаева. В 1972—1974 годах Шумский руководил Кочубеевским районным объединением «Сельхозтехника».
В августе 1974 года Шумский был назначен председателем отстающего колхоза «Казьминский» в Кочубеевском районе, имевшего огромные долги перед государством — более 13 миллионов рублей. Под руководством Шумского хозяйство стремительно выросло в одно из передовых сельскохозяйственных предприятий района, только в 1976—1980 годах увеличив производство на 50 %.
Указом Президиума Верховного Совета СССР от 13 марта 1981 года за «выдающиеся успехи, достигнутые в выполнении заданий десятой пятилетки и социалистических обязательств по увеличению производства и продажи государству продуктов земледелия и животноводства» Александр Шумский был удостоен высокого звания Героя Социалистического Труда с вручением ордена Ленина и медали «Серп и Молот».
После распада СССР колхоз успешно продолжает свою работу. Шумский руководил им до 2007 года, после чего место председателя занял его сын Сергей. Проживал в Казьминском. Умер 10 ноября 2020 года.
Заслуженный работник сельского хозяйства Российской Федерации, Почётный гражданин Ставропольского края, академик Академии аграрного образования, депутат Верховного Совета РСФСР и РФ.
Был также награждён орденами Октябрьской Революции и Трудового Красного Знамени, рядом медалей.